# Aphalonia
Aphalonia là một chi bướm đêm thuộc họ Tortricidae.

## Các loài
- Aphalonia monstrata Razowski, 1984
- Aphalonia praeposita (Meyrick, 1917)